# Søra Rotøyna
Søra Rotøyna, auch Søre Rotøyna ist eine Insel am südlichen Ende des Hjeltefjord in der Gemeinde Askøy in der norwegischen Provinz Vestland.
Sie liegt südlich der Insel Midtra Rotøyna, von der sie zum Teil nur etwa 60 Meter entfernt liegt.
Die Insel erstreckt sich von Nordwesten nach Südosten über etwa 670 Meter bei einer Breite von bis zu 260 Metern. Sie erreicht eine Höhe von bis zu 27 Metern. Auf der felsigen Insel bestehen zwei kleine Seen und mehrere Häuser. Auf der Nordseite und in einer Bucht am nordwestlichen Ende bestehen Anlegestege.
Nördlich der Insel wurde Unterwasser ein Schiffsanker aus dem 19. Jahrhundert gefunden, der als geschützte archäologische Stätte gilt.